# Quasilineus sinicus
Quasilineus sinicus är en djurart som tillhör fylumet slemmaskar, och som beskrevs av Gibson 1990. Quasilineus sinicus ingår i släktet Quasilineus och familjen Cerebratulidae. Inga underarter finns listade i Catalogue of Life.